# جيمس بلفور (سياسي)
جيمس بلفور هو سياسي كندي، ولد في 4 يناير 1867 في كندا، وتوفي في 6 أبريل 1947.